# Grammond
Grammond ist eine französische Gemeinde mit 885 Einwohnern (Stand: 1. Januar 2022) im Département Loire in der Region Auvergne-Rhône-Alpes (vor 2016 Rhône-Alpes). Sie gehört zum Arrondissement Montbrison und zum Kanton Feurs.

## Geografie
Grammond liegt etwa 15 Kilometer nordnordöstlich von Saint-Étienne und 40 Kilometer südwestlich von Lyon in der historischen Provinz Forez. Umgeben wird Grammond von den Nachbargemeinden Chazelles-sur-Lyon im Norden und Westen, Saint-Denis-sur-Coise im Norden, Châtelus im Nordosten, Marcenod im Osten, Saint-Christo-en-Jarez im Südosten sowie Fontanès im Süden und Südwesten. 

## Bevölkerungsentwicklung
| Jahr                       | 1962 | 1968 | 1975 | 1982 | 1990 | 1999 | 2006 | 2017 |
| -------------------------- | ---- | ---- | ---- | ---- | ---- | ---- | ---- | ---- |
| Einwohner                  | 633  | 621  | 616  | 649  | 684  | 751  | 784  | 906  |
| Quellen: Cassini und INSEE |      |      |      |      |      |      |      |      |